# 神奈川事件
神奈川事件は、1951年6月13日に28名の在日朝鮮人が、公安条例違反容疑で検挙された事件である。

## 概要
横浜市神奈川区にある青木小学校分校において、神奈川県朝鮮人学校PTA連合運動会が開かれていたが、参加者の一人が警備をしていた警察官に対して暴力をふるったため、公務執行妨害で検挙しようとしたところ、これを妨害しようとして大乱闘となった。これにより、双方ともに数名の負傷者を出した。
運動会終了後、約500名の在日朝鮮人が横浜市警察本部に殺到し、玄関前でスクラムを組んで奇声をあげた。
そのため、横浜市警は約1000名の警察官を動員し、公安条例違反容疑で28名を検挙した。

## 参考図書
- 『神奈川新聞』1951年